# Jakob Friedrich Weishaar
Jakob Friedrich Weishaar, ab 1830 von Weishaar (* 3. Mai 1775 in Korb; † 19. September 1834 in Köngen), war ein deutscher Politiker in Württemberg und Mitschöpfer der Verfassung des Königreichs Württemberg.

## Leben
Jakob Friedrich Weishaar, dessen Name auch in der Schreibweise Weißhaar vorkommt, war der Sohn des Bauern und Weingärtners Joseph Weishaar (* 1741; † 1790)  in Korb im Remstal. Von  1787 bis zu seinem Tod war der Vater Joseph Weishaar auch Schultheiß der kleinen Gemeinde  Korb. Sein Sohn Jakob Friedrich besuchte zunächst Lateinschule, Gymnasium und Klosterschule, ehe er nach dem Jurastudium an der Universität Tübingen zum Dr. iur. utr. promovierte. Eine zwei Jahre dauernde Studienreise führte ihn durch die deutschen Länder, das revolutionäre Frankreich und die Niederlande. Im Jahre 1797 wurde Weishaar Rechtsanwalt am herzoglich württembergischen Hofgericht in Stuttgart.

## Politik
Jakob Friedrich Weishaars politisches Engagement wurzelte im Niedergang Kaiser Napoleons nach dem Russlandfeldzug 1812. Weishaar war als Abgeordneter für Kirchheim unter Teck ein führendes Mitglied der sogenannten Altrechtler in den württembergischen Ständeversammlungen von 1815 bis 1817. Sein Ziel war gleich dem Ludwig Uhlands die Wiederherstellung der ständischen Verfassung Altwürttembergs. In der 1819 wieder einberufenen Ständeversammlung wurde Weishaar nach seiner Verständigung mit dem neuen König Wilhelm Vizepräsident und Mitglied der Verfassungskommission.  Nachdem die Verfassung des Königreichs Württemberg unter seiner maßgeblichen Mitwirkung am 23. September 1819 verabschiedet worden war, gehörte Weishaar von 1819 bis 1825 als Abgeordneter für Stuttgart und von 1825 bis 1831 als Abgeordneter des Oberamts Leonberg der Zweiten Kammer des württembergischen Landtags an.  Von 1820 bis 1830 war er auch Präsident der Abgeordnetenkammer und führte dieses Amt nun mit regierungstreuer und konservativ-autoritärer Gesinnung. 1830 schied der inzwischen von schwerer Krankheit gezeichnete Weishaar aus der Abgeordnetenkammer aus. Auf besonderen königlichen Wunsch war er seit dem  3. April 1832 für einige Monate Minister des Innern und des Kirchen- und Schulwesens. Dieses Amt gab er jedoch mit Erlaubnis des Königs am 10. August desselben Jahres wegen seines Gesundheitszustandes und wachsender politischer Widerstände wieder auf.

## Privates
Als Jakob Friedrich Weishaar 11 Jahre alt war, starb seine  Mutter  Eva Barbara Weishaar geb. Klink (* 1741; † 1786). Auch seine drei Geschwister sind früh verstorben. Weishaar war dreimal verheiratet. Aus seiner ersten 1803 geschlossenen Ehe mit Auguste Friederike von Scheffer (* 1782; † 1807) entstammten drei Kinder, aus der 1808 geschlossenen und nach wenigen Wochen geschiedenen Ehe mit Auguste Wilhelmine Hallwachs (* 1781; † 1854) ein Kind und aus der dritten 1822 mit Maria von Notter (* 1802; † 1886) geschlossenen Ehe nochmals drei Kinder.
In den Jahren 1823 bis 1825 kaufte Weishaar in Köngen zunächst einen Meiereihof sowie später das benachbarte Schloss nebst dem Schlossgut und ließ das Anwesen nach seinen Bedürfnissen umbauen, wobei er der Gartenanlage große Aufmerksamkeit widmete. Weishaar hatte in seinem Schloss häufig bedeutende Persönlichkeiten der damaligen württembergischen Kultur und Politik zu Gast. Zu seinem Freundeskreis zählten die Künstler Philipp Friedrich Hetsch und Eberhard Wächter sowie der Dichter Gustav Schwab.

## Ehrungen
- 1815 Ehrenbürger der Stadt Kirchheim unter Teck
- 1819 Ehrenbürger der Stadt Stuttgart
- 1830 Auszeichnung mit dem  Kommenthur-Kreuz des Kronenordens, womit der persönliche Adelstitel verbunden war

## Veröffentlichungen
Aus der Feder Jakob Friedrich Weishaars stammen mehrere juristische Schriften, wie zum Beispiel:
- Ueber Konkurs und Präkurs, mit Rücksicht auf das Wirtemberigsche Recht, Heilbronn 1802.
- Handbuch des württembergischen Privatrechts, 3 Bände, Verlag Johann Friedrich Cotta, Stuttgart 1804–1808.

## Weblink
- Biographie beim Geschichtsverein Köngen

| Personendaten    | Personendaten                      |
| ---------------- | ---------------------------------- |
| NAME             | Weishaar, Jakob Friedrich          |
| ALTERNATIVNAMEN  | Weishaar, Jakob Friedrich von      |
| KURZBESCHREIBUNG | liberaler Politiker in Württemberg |
| GEBURTSDATUM     | 3. Mai 1775                        |
| GEBURTSORT       | Korb                               |
| STERBEDATUM      | 19. September 1834                 |
| STERBEORT        | Köngen                             |